# Арболеда, Хулио
Ху́лио Арболе́да По́мбо (исп. Julio Arboleda Pombo, 9 июня 1817 — 13 ноября 1862) — южноамериканский политик, адвокат и поэт.

## Биография
Родился в 1817 году в Тимбики департамента Каука; его родителями были Хосе Рафаэль Арболеда-Арройо и Матильда Помбо-О’Доннелл. Он происходил из знатной семьи (так, его дядей был генерал Энрике Хосе О’Доннелл), и хотя родился «в глуши тихоокеанского побережья», где его отец занимался добычей полезных ископаемых на своих землях, родители постарались дать ему хорошее образование. В одиннадцатилетнем возрасте он был отправлен на учёбу в Европу, обучался в Оксфорде. По завершении образования в 1836 году вернулся в Попаян, и ещё два года изучал юриспруденцию в Каукском университете.
В 1840 году во время гражданской войны встал на защиту правительства, записался в армию, где в итоге стал командиром VI дивизии и дослужился до генерала. В мирный период 1842—1850 годов проживал в своих владениях на западе страны, писал стихи и статьи для периодических изданий. Когда в 1852 году стало известно, что вот-вот будет принят закон об освобождении рабов, выехал в Перу и продал там рабов, в которых были вложены многочисленные средства его семьи.
Когда в 1860 году в стране, которая тогда называлась Гранадской конфедерацией, началась новая гражданская война, Хулио Арболеда вновь встал на защиту правительства, и воевал против восставшего генерала Томаса де Москера, а также против войск президента Эквадора Габриеля Гарсии, который попытался воспользоваться царившим у соседей хаосом и забрать себе ряд приграничных территорий.
В 1861 году истёк президентский срок Мариано Оспины Родригеса. Так как идущая гражданская война не давала возможности провести президентские выборы, то с 1 апреля 1861 года в соответствии с Конституцией 1858 года новым президентом страны стал генеральный инспектор страны Бартоломе Кальво, а Хулио Арболеда стал новым генеральным инспектором. Однако война шла неудачно для центрального правительства, и после того, как Кальво был захвачен повстанцами и увезён в Картахену, генеральный инспектор Арболеда стал новым исполняющим обязанности президента Гранадской конфедерации.
В 1862 году, возвращаясь с юга после победы над эквадорцами, Хулио Арболеда был убит в департаменте Нариньо тремя неизвестными.